# Aguna
Aguna (hebr. עגונה; dosł. „przywiązana”) – w judaizmie kobieta, której mąż zaginął lub opuścił ją odmawiając rozwodu.
Aguna nie może wyjść ponownie za mąż. Status takiej kobiety rozstrzyga sąd rabinacki (bejt din).
W przypadku zaginięcia małżonka sąd najczęściej zgadza się na umożliwienie powtórnego małżeństwa agunie. Ze względu na to, że pomoc kobiecie w tej sytuacji jest micwą (dobrym uczynkiem, a właściwie nakazem), dowody mogą być bardzo wątłe z punktu widzenia prawa judaistycznego np. zeznanie apostaty czy nawet samej kobiety. Męża, który opuścił żonę odmawiając jej rozwodu, sąd może przymuszać do napisania listu rozwodowego, dawniej czyniono to nawet przy pomocy chłosty.
Poważny problem powstaje, gdy zaginiony mąż się odnajdzie. Prawo nakazuje w takim wypadku kobiecie opuścić drugiego męża, a ich związek, mimo wcześniejszej legalności, uznaje za cudzołożny. Dzieci z takiego związku stają się mamzerami, czyli żydami niemającymi pełnych praw.
Judaizm reformowany stara się złagodzić skutki instytucji aguny. Próbowano na przykład wprowadzić w treść dokumentu ślubnego (ketuba) klauzulę unieważniającą wstecz małżeństwo w przypadkach zaginięcia męża. Inicjatywy te spotkały się ze zdecydowanym sprzeciwem ortodoksyjnych rabinów.
Ze względu na to, że w państwie Izrael sprawy te podlegają rabinatowi ortodoksyjnemu, przepisy dotyczące agun są ściśle przestrzegane i wywołują często spory. Dzieje się tak również w przypadku innych ortodoksyjnych środowisk żydowskich. Bezwzględne przestrzeganie nakazów prawa religijnego komplikuje również stosunki pomiędzy różnymi odłamami judaizmu. Ortodoksi uważają, że nie są możliwe związki małżeńskie z żydami nieprzestrzegającymi zasad dotyczących agun i mamzerów, gdyż nie da się określić, kto jest mamzerem, a związek małżeński z nim jest dla żyda niedopuszczalny.
Problem agun jest uważany przez środowiska feministyczne za przypadek dyskryminacji kobiet.